# Società del Parrocchetto
La Società del Parrocchetto fu un'alleanza stipulata tra i nemici di Ludovico VII di Wittelsbach, detto il Barbuto, duca di Baviera-Ingolstadt.
Il simbolo di questa associazione, il parrocchetto, intendeva farsi beffe del blasone di Ludovico VII, che riportava il corvo di sant'Osvaldo di Northumbria.

## Storia
La Società venne fondata il 17 aprile 1414 da Enrico XVI di Wittelsbach, duca di Baviera-Landshut, cugino di Ludovico VII. Gli altri membri fondatori furono Ernesto e Guglielmo III di Wittelsbach, co-duchi di Baviera-Monaco e cugini tanto del Barbuto quanto di Enrico XVI, e Giovanni di Wittelsbach, conte del Palatinato-Neumarkt, loro lontano parente. Il 16 febbraio 1415, si aggiunsero anche Federico VI di Hohenzollern, burgravio di Norimberga e Ludovico III di Wittelsbach, Elettore Palatino del Reno.
I membri dell'associazione si incontrarono l'8 luglio 1415 al Concilio di Costanza, nell'omonima città tedesca, e lì trasformarono la Società in un'unione di tipo non soltanto politico, ma anche militare, con impegno di reciproco supporto in caso di guerra contro la Baviera-Ingolstadt. Gli stipulanti giurarono di sciogliere l'alleanza, che prese il nome di Lega di Costanza, soltanto alla morte di Ludovico il Barbuto, loro nemico giurato.